# ژدار (ناحیه ملادا بولسلاف)
ژدار (به چکی: Žďár) یک منطقهٔ مسکونی در جمهوری چک است که در ناحیه ملادا بولسلاو واقع شده‌است.